# Coll de Joell
El Coll de Joell és una collada situada a 1.708,3 metres d'altitud al límit dels termes comunals d'Aiguatèbia i Talau i de Ralleu, tots dos de la comarca del Conflent, a la Catalunya del Nord.
És a la zona meridional del terme de Ralleu i a la central - septentrional del d'Aiguatèbia i Talau, a ponent del Pic de l'Home i al nord-est del Pic de l'Escarabat, a prop al nord-oest del poble d'Aiguatèbia.
És un dels escenaris habituals dels itineraris de bicicleta de muntanya de les Garrotxes de Conflent, el Capcir i l'Alta Cerdanya.